# ラウエンブリュック
ラウエンブリュック（ドイツ語: Lauenbrück、低地ドイツ語: Lauenbrüch）は、ドイツ連邦共和国ニーダーザクセン州のローテンブルク（ヴュンメ）郡に属す町村（以下、本項では便宜上「町」と記述する）で、ザムトゲマインデ・フィンテルの本部所在地である。

## 歴史
ラウエンブリュックは1358年に初めて文献に記録されている。町をヴュンメ川とフィンタウ川が流れている。集落名の前半部はヴェルフ家のブラウンシュヴァイク＝リューネブルク公に由来する。「Lauen」は紋章にも描かれているライオン (Löwen) を示している。集落名の後半部 (brück) は、この集落の近郊に古くから架かっていた橋 (Brücke) を意味している。この橋は、フィンタウ川とヴュンメ川を渡る古い軍事道路の一部であった。この橋が実際に存在していた事は、フィンテル川とヴュンメ川の合流部付近の発掘で証明された。ここから約600年前のオークの柱が出土したのである。

## 行政

### 議会
この町の町議会は13議席からなる。

### 首長
この町の町長は、2002年からSPDのヨハン・インテルマンが務めている。第1町長代理はCDUのバーバラ・グレフィン・フォン・ボトマー、第2町長代理はSPDのハインツ・プロマンである。

### 紋章
金地。青い流れの上に架かる丸太橋の上に青い獅子が描かれている。

## 経済と社会資本

### 交通
この町は連邦道B75号線沿い、ローテンブルク (ヴュンメ) とハンブルクとの間に位置する。また、鉄道ブレーメン - ハンブルク線のラウエンブリュック駅がある。

### 教育
- 本課程・実科学校フィンタウシューレ: 2000年に新設された。
- 基礎課程学校

## 人物
- ハンス・カスパー・フォン・ボトマー（1656年 - 1732年）ブラウンシュヴァイク＝リューネブルク侯国のロンドン大使

## 引用
1. ↑  Landesamt für Statistik Niedersachsen, LSN-Online Regionaldatenbank, Tabelle A100001G: Fortschreibung des Bevölkerungsstandes, Stand 31. Dezember 2023